# Šelopugino
Šelopugino (in russo Шелопугино?) è un villaggio della Russia, centro amministrativo del distretto Šelopuginskij nel Territorio della Transbajkalia.
Il villaggio si trova sulle rive del fiume Unda, 642 km a est-sud-est di Čita.